# Jaak Lipso
Jaak Lipso (cirílico:Яак Эдуардович Липсо) (Tallinn, 18 de abril de 1940 – 3 de março de 2023) foi um basquetebolista estoniano que integrou a seleção soviética que conquistou a medalha de prata nos XVIII Jogos Olímpicos de Verão disputados em 1964 em Tóquio e a medalha de bronze nos XIX Jogos Olímpicos de Verão em 1968 realizados na Cidade do México. Participou também do elenco que conquistou três medalhas de ouro consecutivas no EuroBasket (1963, 1965 e 1967) e do bicampeonato da Copa dos Campeões Europeus pelo CSKA Moscou.

## Morte
Lipso morreu em 3 de março de 2023, aos 82 anos.